# Вигорлат (геоморфологічна підодиниця)
Вигорлат (Vihorlat) — гірський масив в Словаччині; геоморфологічна підодиниця масиву Вигорлат.. Найвища точка — гора Вигорлат (1076 метрів). Місце розташування — Пряшівський край і Кошицький край.